# Сория, Рубен
Рубен Нестор Сория (исп. Ruben Néstor Soria; род. 23 января 1935, Уругвай) — уругвайский футболист, защитник.

## Карьера

### Клубная карьера
Во взрослом футболе дебютировал в 1960 году в клубе «Серро», за молодёжную команду которого выступал в конце 1950-х годов. В том же году вместе с клубом стал вице-чемпионом Уругвая. Всего за сезон Сория сыграл в 18 матчах чемпионата.
В дальнейшем некоторое время выступал за клуб «Ливерпуль» (Монтевидео).

### Карьера в сборной
В 1958 году дебютировал в официальных матчах в составе национальной сборной Уругвая. В составе сборной играл на чемпионате мира 1962 года в Чили, но на турнире не сыграл ни в одном матче. Всего в составе сборной принял участие в пяти матчах.